# Піклбол
Піклбол (англ. pickleball) — це різновид спорту з ракеткою, який поєднує в собі елементи бадмінтону, тенісу та настільного тенісу. Два або чотири гравці використовують тверді ракетки з деревини або композитних матеріалів для вдару по перфорованій полімерній кульці, подібній до Wiffle Ball, через сітку. Спорт об'єднує особливості інших спортивних видів з ракеткою, розміри корту, як у бадмінтоні, а також сітку і правила, що дещо подібні до великого тенісу, з декількома модифікаціями.

## Історія
Піклбол було винайдено в середині 1960-х років, як розвага на задньому дворі.

1965 року, після гри в гольф у суботу влітку, Джоел Прітчард, конгресмен зі штату Вашингтон і Білл Белл, успішний бізнесмен, повернулись до будинку Прітчарда на Острові Бейнбрідж, штат Вашингтон (поблизу Сіетла), до своїх знуджених сімей, які не мали чого робити. У маєтку був старий корт для бадмінтону, тому Прітчард і Белл шукали встаткування для бадмінтону і не могли знайти повний набір ракеток. Вони зімпровізували та почали грати ракетками для настільного тенісу й перфорованою пластиковою кулькою. Спочатку вони розмістили сітку на висоті бадмінтону 60 дюймів і відбивали м'яч над сіткою. Упродовж вихідного дня гравці виявили, що м'яч добре відскакує від поверхні асфальту й незабаром сітку опустили до 36 дюймів. У наступні вихідні з грою в будинку Прітчарда познайомили ще одного його товариша, Барні МакКаллума. Незабаром троє чоловіків створили правила, спираючись на правила бадмінтону. Вони пам'ятали про початкову мету — створити гру, в яку може грати вся сім'я.

## Правила гри

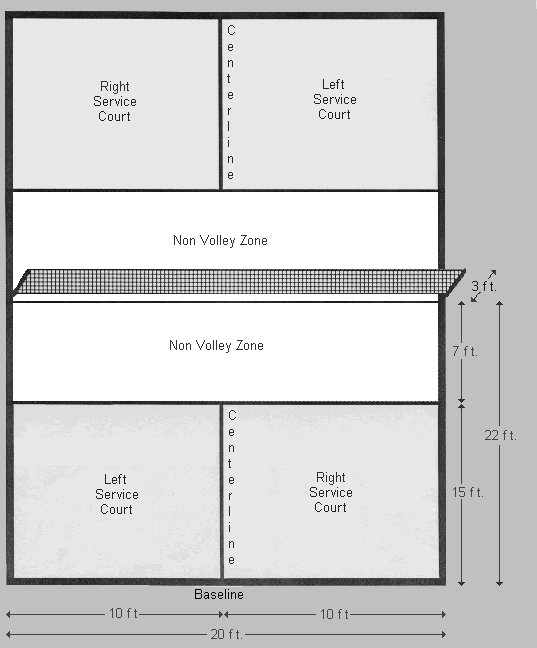
Корт

У піклбол грають на корті розміром: 20 х 44 футів. М'яч подають по діагоналі (починаючи з правого квадрата команди, яка подає), нарахування очок може бути тільки тій команді, яка подає. Гравці з кожної сторони повинні дозволити м'ячу відскочити від поверхні один раз, перш ніж будуть дозволені вдари «зльоту» (удари зверху без торкання м'ячем поля). Після того, як відбулися ці два відскоки, м'яч можна відбивати ракеткою, як завгодно. Гравець продовжує подавати, чергуючи праву та ліву половини майданчика, поки не помилиться. Перша команда, яка здобула одинадцять очок — виграє, але з різницею не менше ніж у два очки. У піклбол грають, і в приміщенні, і просто неба. Грати можна одиночні, парні та змішані ігри.

### Подача
Подачу здійснюють по діагоналі на протилежний бік корту, виконують її вдаром по м'ячу знизу. Ракетка обов'язково має пройти нижче пояса. Подавач виконує вдар по м'ячу, коли м'яч перебуває в повітрі. Подавати м'яч після його відскоку від поверхні корту не можна. Гравець повинен тримати обидві ноги позаду задньої лінії під час подачі.
На початку кожної нової гри сторона, що подає має право допустити тільки одну втрату подачі, за винятком тієї ситуації, коли м'яч, торкнувшись сітки, приземлився в дозволеному правилами місці корту. У цьому разі проводять знов подачу. На відміну від тенісу, кількість разів, коли це відбувається, не обмежена. Під час гри після другої втрати подачі поспіль, м'яч переходить до суперника.

### Прийом м'яча зльоту
Прийняти м'яч на льоту означає завдати по ньому удару, не дозволивши м'ячу торкнутися корту. Прийом м'яча на льоту має завжди проводитись так, щоб ноги гравця перебували за межами неігровій зони. Примітка: Якщо, відбиваючи м'яч на льоту, гравець заступає в неігрову зону, то йому зараховують втрата м'яча.

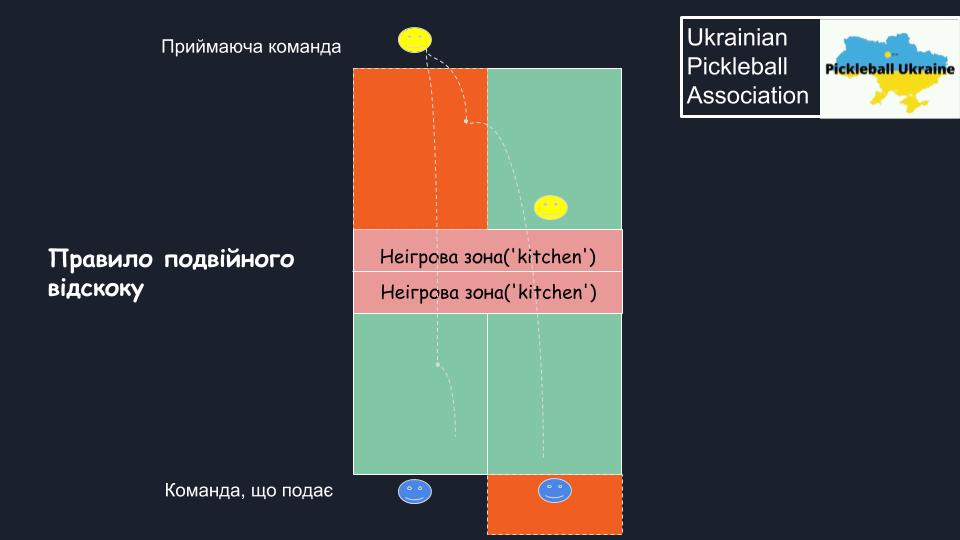
Правило подвійного відскоку

### Правило подвійного відскоку
Кожна сторона завдає першого вдару по м'ячу тільки після його відскоку від корту. Це означає, що коли м'яч поданий, приймаюча сторона має право завдати по ньому вдару тільки після того, як він відскочив від корту;
сторона, яка подає також має дозволити поверненому їй м'ячу зробити відскок, після чого починають власне розіграш м'яча. Після описаних вище двох відскоків, удари можна виконувати і зльоту, і після відскоку м'яча.

### Промах (помилка)
Помилкою вважають, коли м'яч:
- Доторкнеться до будь-якої частини неігрової зони (включаючи лінію).
- Потрапляє поза межі поля
- Потрапляє в сітку не перелетівши її
- Гравець ударив з неігрової зони
- Гравець ударив до того, як з кожної сторони відбувся відскік (правило подвійного відскоку)

### Рахунок
Команда здобуває очки, лише під час своєї подачі. Гравець, який подає, продовжує це робити, поки його команда не припуститься помилки. Якщо грають парну гру, кожен гравець команди продовжує подавати, поки їх команда не припуститься помилки, потім подача переходить до команди суперників. Гра триває до 11 очок (або 15 або 21, якщо було погоджено раніше), однак команда має перемогти на 2 бали.

### Піклбол в Україні
На сьогодні[коли?] в Україні єдиний осередок цього спорту — Українська асоціація піклболу (Ukrainian Pickleball Association), який діє при Київській міжнародній школі (Святошинський район). Піклбол це доволі популярна гра в США і Канаді. Піклбол менш відомий в Європі, однак федерації цього спорту вже існують у більшості країн. В Україні піклбол представлено з 2016 року.